# Potamós (ort i Grekland, Attika)
Potamós (Potamos) är en ort i Grekland.   Den ligger i prefekturen Nomós Piraiós och regionen Attika, i den södra delen av landet, 200 km söder om huvudstaden Aten. Potamós ligger 343 meter över havet och antalet invånare är 476. Den ligger på ön Kythera.
Terrängen runt Potamós är huvudsakligen kuperad, men den allra närmaste omgivningen är platt. Havet är nära Potamós norrut. Runt Potamós är det glesbefolkat, med 12 invånare per kvadratkilometer. Potamós är det största samhället i trakten. 